# Carlos Villar Borda
Carlos José Villar Borda (Bogotá, 10 de marzo de 1926-Bogotá, 16 de mayo de 2010) fue un periodista y crítico literario colombiano.

## Biografía
Nació en Bogotá en 1926. Fue el mayor de los siete hijos del matrimonio entre el periodista y alcalde de Funza, Cundinamarca, Carlos José Villar Vale y Julia Borda Roldán. De niño, vivió en Nueva York, donde nacieron sus hermanos menores Luis y Beatriz. Terminó sus estudios de bachillerato en el Liceo de Cervantes, en Bogotá, y fue estudiante de derecho en la Universidad Nacional de Colombia. Sin haber terminado su carrera de abogado, comenzó su carrera periodística trabajando para la agencia estadounidense de noticias United Press International. En esa actividad, tuvo oportunidad de cubrir aspectos del período conocido como la violencia en Colombia, de la  guerra civil en la República Dominicana, del Movimiento de 1968 en México, de la revolución cubana, de la muerte del Che Guevara, y de varios de los golpes de estado que se dieron durante la Guerra Fría. También fue Jefe de Redacción y editor de las Lecturas Dominicales del periódico El Tiempo e hizo parte del círculo de artistas e intelectuales que frecuentaban el Café Automático de Bogotá, entre quienes se contaban Alejandro Obregón, Leon de Greiff y Gabriel García Márquez, entre otros. Su hermano Luis Villar Borda fue un destacado político y diplomático colombiano; otro de sus hermanos, Leopoldo Villar Borda, fue embajador ante la OEA durante el gobierno de Virgilio Barco; y uno de sus sobrinos, Mo Rocca, es un reconocido comediante estadounidense. Otros parientes incluyen Leonardo Villar Gómez,  16° Gerente del  Banco de la República de Colombia, quien es hijo de su primo Roberto Villar Gaviria, y del historiador Orlando Fals Borda, quien es primo segundo.

## Libros publicados
- Rojas Pinilla, El Presidente Libertador, 1953
- El Che Guevara: su vida y su muerte, 1968
- Ismael Pérez Pazmiño, 2000
- La Pasión del Periodismo, 2004
- Los Sueños Sin Frontera del Che Guevara, 2007